# セントローレンス島

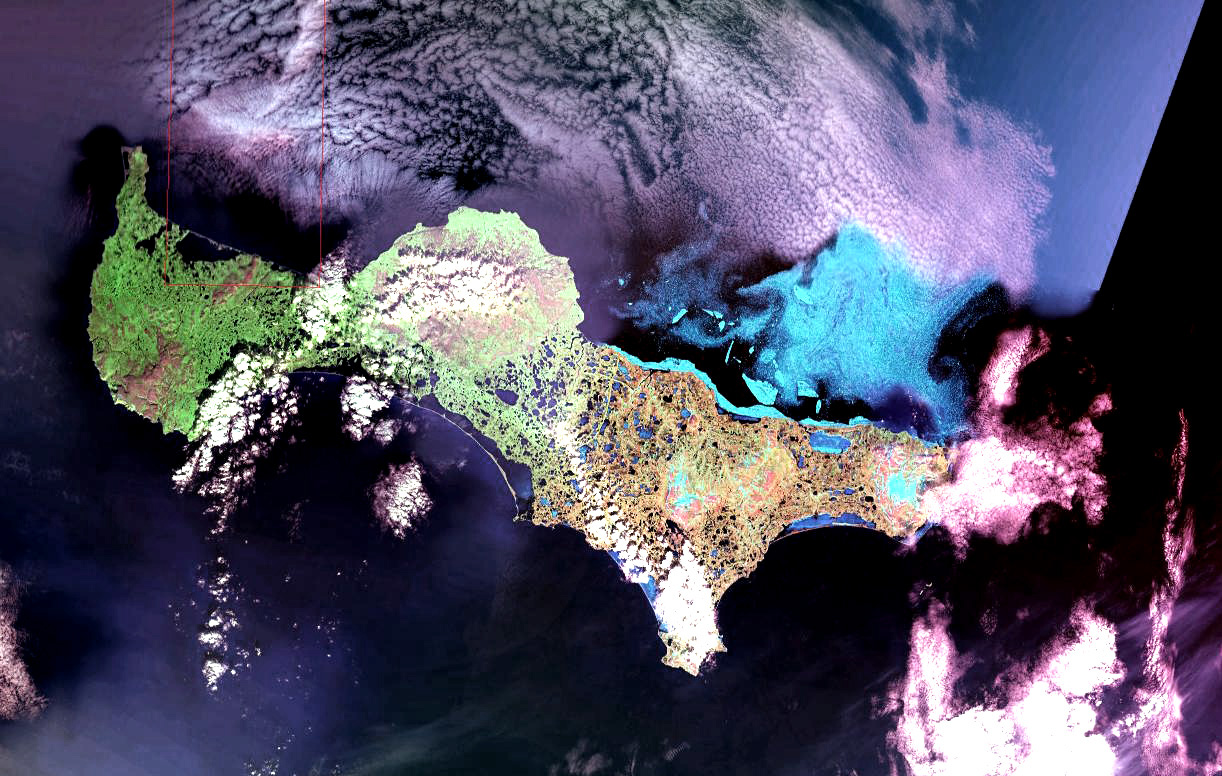
NASAのランドサットが撮影したセントローレンス島。

セントローレンス島  (英語:St. Lawrence Island, シベリア・ユピック語:Sivuqaq)は、ベーリング海北部、アラスカ本土の西、ベーリング海峡の南に位置する島である。島北西の岬にある集落ガンベルから58㎞先には、ロシア連邦本土東端のチュクチ半島がある。この島はアメリカ合衆国のアラスカ州に属するが、アラスカ本土よりもロシアのシベリアがより近い。
過去ユーラシア大陸とアメリカ大陸を陸で繋いでいたベーリング陸橋の最後の露出部と考えられている。
ハワイ島、コディアック島、プエルトリコ、プリンスオブウェールズ島、チチャゴフ島に次ぐ、アメリカ合衆国で6番目（属領を除けば5番目）に広い島である。

## 地理
アメリカ合衆国国勢調査局による2000年の国勢調査によると、4640.1km2の島に1292人の人が居住している。島の長さはおよそ140km、幅は13-36km程である。
この島に樹木は無く、木本類の植物は北極ヤナギしかなく、樹高は30cmに満たない。
島には海鳥と海獣が多く生息している。これは冷涼で、海洋深層から大陸棚外縁に湧出する富栄養水を含むアナドゥイリ海流の影響が大きい。
北や東からの卓越風が流氷を海岸から引き離すことで、島の南岸にはポリニヤが持続的に存在している。
|                | 1月            | 4月            | 7月           | 10月          |
| -------------- | -------------- | -------------- | ------------- | ------------- |
| 一日の最高気温 | 12 °F (−11 °C) | 20 °F (−7 °C)  | 50 °F (10 °C) | 34 °F (1 °C)  |
| 一日の最低気温 | 3 °F (−16 °C)  | 10 °F (−12 °C) | 41 °F (5 °C)  | 29 °F (−2 °C) |

## 集落
島にはガンベルとサボオンガという二つの集落がある。
二つの集落は、アラスカ先住権益措置法(ANCSA：Alaska Native Claims Settlement Act)によってセントローレンス島のほとんどの土地に対しての権限を得た。その効果として先住民のユピックは、化石化したマンモスの象牙などの販売が特別に許可されている。
島には狩りや漁業、トナカイの飼育を生業としているユイト(シベリアユピック)が多く住む。島のユピックの人々は、セイウチの牙やクジラの骨などの海獣を材料とした彫刻の技術でも知られている。

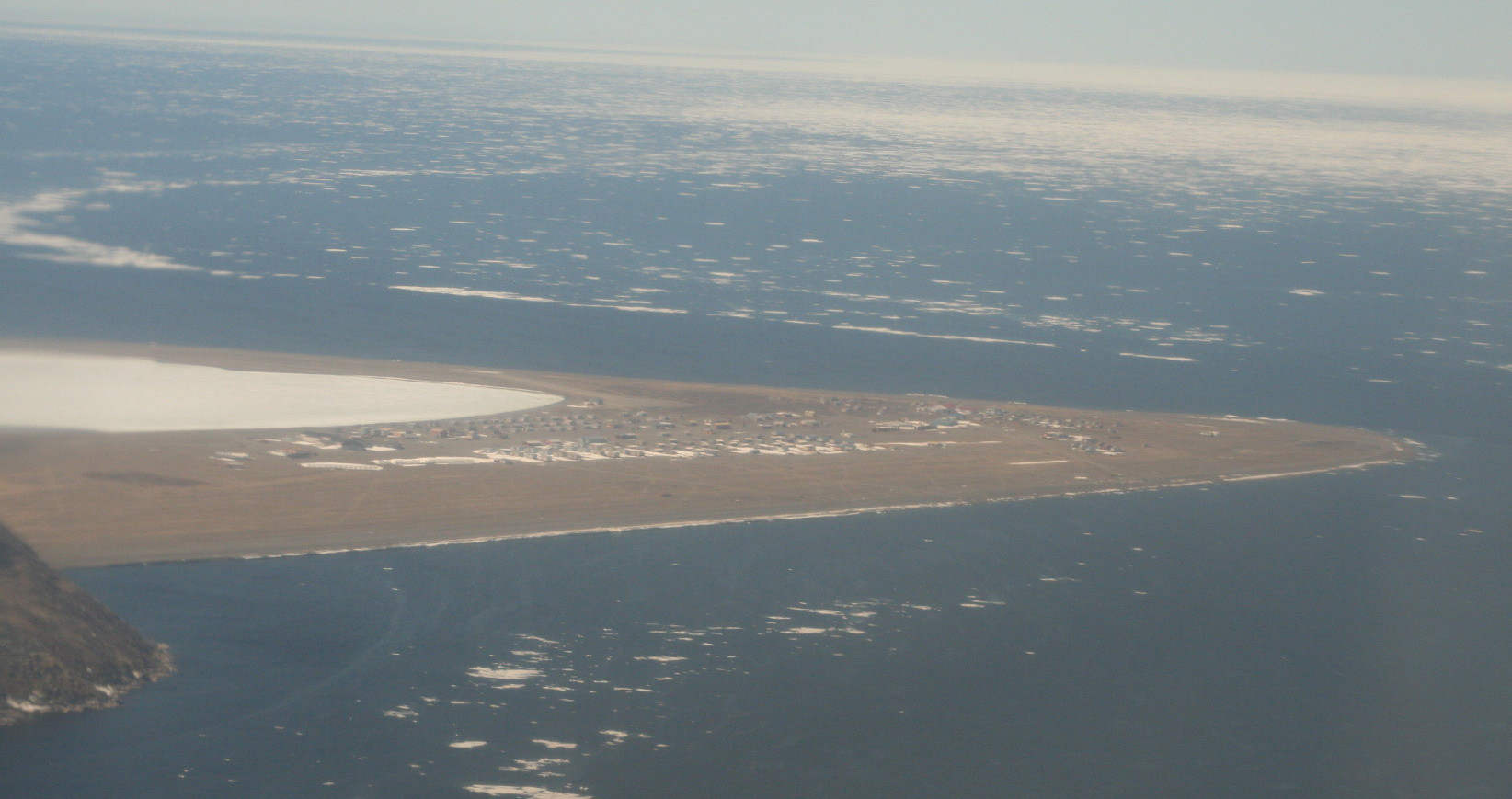
ガンベル集落遠景

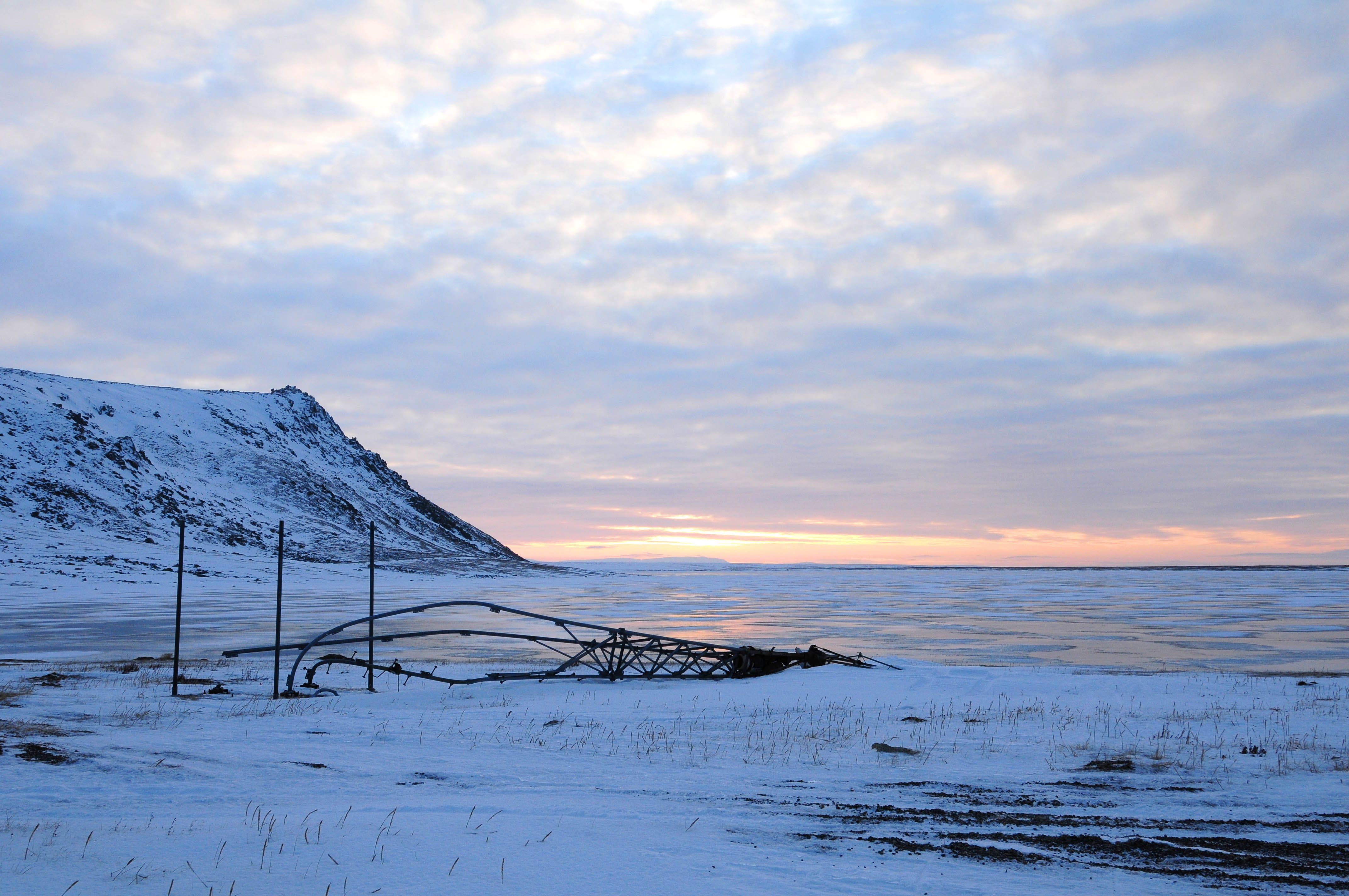
ガンベル

## 歴史
セントローレンス島は先住民のユピックによりSivuqaqと呼ばれていた。1728年に探検家のヴィトゥス・ベーリングが聖ローレンス殉教記念の日である8月10日に島に到達したことからセントローレンス島と名付けられた。セントローレンス島はベーリングが最初にアラスカに到達した地点として知られている。
19世紀中葉には、およそ4000人の中央アラスカユピックとシベリアユピックが島にいくつかの集落を形成して居住していた。その先住民は、漁業やセイウチやクジラの狩猟を生業としていた。
1878年から1880年にかけて島を襲った飢餓では、多くの人が飢えに苦しみ餓死や多くの者が島を離れた。島の人口は劇的に減少し、生き残った者の多くはシベリアユピックであった。
島の発展のためにトナカイが島に導入されたのは1900年。その後トナカイは増えて行き、1917年には10000頭に増えていった。しかし、それ以降はトナカイの数は減少している。トナカイは最低限生活に必要な肉の供給源として飼育されている。

## 交通
島にはガンベル空港とサボオンガ空港がある。
1970年代までは空軍施設があった。